# Taisto Sinisalo
Taisto Jalo Sinisalo, född 29 juni 1926 i Kotka, död där 26 mars 2002, var en finländsk politiker, riksdagsledamot för Demokratiska förbundet för Finlands folk (1962-1978), viceordförande i Finlands kommunistiska parti (1970-1982) samt ordförande i Finlands kommunistiska parti(enhet) (1986-1988).
Sinisalo inledde sin politiska karriär som distriktssekreterare i Finlands demokratiska ungdomsförbund under slutet av 1940-talet. År 1951 blev han invald i stadsfullmäktige i sin hemstad Kotka. Efter studier i Moskva samt ansvarsfulla positioner inom FKP valdes Sinisalo in i riksdagen år 1962. År 1970 utnämndes Sinisalo till viceordförande i FKP och kom under 1970-talet att bli en av Finlands mest kända och omtalade politiker - detta inte minst på grund av att han fick ge sitt namn åt den interna oppositionen inom Finlands kommunistiska parti, taistoiterna. 

## Utmärkelser
- Leninorden[1]
- Jubileumsmedalj ”40-årsdagen av segern i det Stora Fäderneslandkriget 1941-1945”
- Jubileumsmedalj för 30-årsdagen av Tjeckoslovakiens befrielse
- Jubileumsmedalj ”För firandet av 100-årsdagen av Vladimir Lenins födelse”[2]
- Folkens vänskapsorden[3]
- Georgi Dimitrov-orden[4]

[Redigera Wikidata]